# Hugo Arrieta
Hugo Arrieta (Valledupar, Cesar, Colombia; 12 de marzo de 1971) es un exfutbolista y entrenador colombiano. Jugaba como delantero y actualmente no dirige a ningún equipo.

## Trayectoria

### Como jugador
Hugo Arrieta debutá profesionalmente en el Real Cartagena en el año 1993, luego para el año 1994 pasa al Deportivo Pereira donde ficha hasta 1996 anotando (35) goles. Después en 1997 el senador Camargo lo contrata por 5 temporadas en el Deportes Tolima anotando allí (45) goles.
En el año 2003 llega al Unión Magdalena donde no logró anotar ningún gol.
Para 2004 y mediados del 2005 juega con Expreso Rojo anotando (28) goles, siendo desde entonces el máximo anotador del club.
Tendría pasos fujases por el Deportivo Pasto, Itagüí Ditaires y una segunda etapa en el Real Cartagena sin mayor trasendencia. Anotando respectivamente (2), (7) y (7) goles.
Sus últimos 6 años como jugador profesional los jugó para el Valledupar FC, anotando allí (78) goles siendo el máximo anotador en la historia del club.

### Como entrenador
En 2012 dirigió al Valledupar FC de manera interina pero al tener buenos resultados se queda ratificado en el cargo hasta el año 2015.
Desde el año 2016 dirige al Valledpuar FC sub-20 y paralelamente asiste en la dirección técnica al equipo profesional.

## Goles
| Competición         | Partidos | Goles | Promedio |
| ------------------- | -------- | ----- | -------- |
| Categoría Primera A | 313      | 82    | 0.26     |
| Categoría Primera B | 328      | 114   | 0.35     |
| Copa Colombia       | 12       | 6     | 0.50     |
| Serie de Promoción  | 2        | 2     | 1.00     |
| Total               | 655      | 204   | 0.31     |

### Récord
Es el máximo goleador de la Categoría Primera B con 114 goles.

## Clubes

### Como jugador
| Club              | País     | Año       |
| ----------------- | -------- | --------- |
| Real Cartagena    | Colombia | 1993      |
| Deportivo Pereira | Colombia | 1994-1996 |
| Deportes Tolima   | Colombia | 1997-2002 |
| Unión Magdalena   | Colombia | 2003      |
| Expreso Rojo      | Colombia | 2004-2005 |
| Deportivo Pasto   | Colombia | 2005      |
| Real Cartagena    | Colombia | 2005-2006 |
| Valledupar F.C    | Colombia | 2006-2008 |
| Itagüí Ditaires   | Colombia | 2009      |
| Valledupar F.C    | Colombia | 2010-2011 |

### Como asistente
| Club           | País     | Año       |
| -------------- | -------- | --------- |
| Valledupar F.C | Colombia | 2016-2021 |

### Como entrenador
| Club             | País     | Año       |
| ---------------- | -------- | --------- |
| Valledupar F. C. | Colombia | 2012-2015 |
| Valledupar F. C. | Colombia | 2021      |